# NGC 6276
NGC 6276 је лентикуларна галаксија у сазвежђу Херкул која се налази на NGC листи објеката дубоког неба.
Деклинација објекта је + 23° 2' 40" а ректасцензија 17h 0m 45,0s. Привидна величина (магнитуда) објекта NGC 6276 износи 14,6 а фотографска магнитуда 15,6. NGC 6276 је још познат и под ознакама IC 1239, MCG 4-40-10, NPM1G +23.0441, CGCG 139-28, ARAK 511, PGC 59419.